# جامع الحاج سليمان الأيوبي
جامع الحاج سليمان الأيّوبيّ يقع في مدينة حلب القديمة في محلّة صاجليخان التّحتانيّ، جنوب جامع آغا في الشّارع نفسه قرب دكاكين حجيج؛ في المنطقة العقاريّة ويسمّي الغزّي منطقة شماليّ محلّة الضّوضو. أنشأه الجامع الحاج سليمان الأيوبيّ في العصر المملوكيّ سنة 783هـ/ 1381م، وتسميه المراجع "جامع سليمان"، ويطلق عليه الأسديّ اسم جامع الشّيخ سليمان.
يعود تاريخ بنائه إلى القرن السّابع الهجريّ – الثّالث عشر الميلادي – العهد الأيوبيّ جدّد سنة 1328هـ – 1910 م. 

## مبنى الجامع
للجامع مدخلان: الأوّل منهما غربيّ على شكل بوّابة فوقه منارة جميلة والمدخل الثّاني شماليّ ينفّذ إلى محلّة صاجليخان يؤدّي المدخلان إلى باحة فسيحة مربّعة يحيط بها من الطّرفين الشّرقيّ والغربيّ وبُني في الرّواق الغربيّ غرف، ويتقدّم الرّواقين أقواس كبيرة مدبّبة وفي شماليّ الصّحن مدفن فيه عدّة قبور، في غربيّه الجنوبيّ قبر أبي الواقف.
تضمّ الواجهة الخارجيّة الغربيّة المدخل، وهو يتألّف من بوّابة على طرفيها مكسّلتان بنيّ سطحاهما من الحجارة السّوداء، ويتقدّم البوّابة قوس كبيرة مدبّبة، وتسقفها نصف قبّة حجريّة ملساء، والانتقال في زاويتي البوّابة إلى الشّكل الدّائريّ يتمّ بثلاثة مثلّثات هرميّة مقلوبة في كلّ زاوية يتصدّر البوّابة باب مستطيل، بُني الجدار على طرفيه بالحجر الأبلق (التّناوب اللّوني بين الأسود والأصفر)، يعلوه ساكف حجريّ مكوّن من قطعة واحدة؛ يعلوه قوس عاتقة مثلّثة مصمّتة على يمين المدخل جنوبا نافذتان، بُنيت كلّ منهما ضمن تجويف تعلوه ثلاثة صفوف من المقرنصات والنّافذة مستطيلة الشّكل، يعلوها ساكف مكوّن من قطعة حجريّة واحدة يعلوه قوس عاتقة مثلّثة، وعلى الطّرفين عمودان صغيران حلزونيّان. تعلو النّافذة شمسيّة، يعلوها قوس حدوة الفرس المدبّبة ذات المراكز الأربعة، تصغر فتحتها نحو الدّاخل في شكل يشبه المزاغل في الأبنية العسكريّة. 

## الوصف الهندسيّ[2]
يتكوّن الجامع من :
- المدخل: يقع في الجهة الشّرقية، باب خشبيّ قديم تحيط به الأحجار المتناوبة الّتي تنتهي بقوس وكورنيش محيطي، وفي الأعلى لوحة حجريّة عليها كتابات وثلاثة أبيات من الشّعر تشير إلى تجديد هذا المدخل.
- الباحة : شكله شبه منحرف مرصوف بالحجارة الصّفراء، ينخفض منسوبه عن الرّواق الشّماليّ المجاور ( شمال القبليّة وجنوب الباحة )، له نافذتان مطلّتان على الشّارع من الجهة الشّرقيّة.
- الرّواق الشّماليّ: ملاصق للقبليّة من جهتها الشّماليّة بشكل شبه منحرف قاعدته الكبرى 12.65م. والصّغرى 11.25م وبتباعد بينهما 1.95م سقفه سطوح متصالبة - تستند إلى عدّة أقواس وخمسة أعمدة أسطوانيّة الشّكل ذات قاعدة حلقيّة تنتهي بتيجان حلقيّة أيضًا ثمّ تتحوّل إلى مربّع تستند عليه الأقواس الحاملة للسّقف. وللرّواق نافذة إلى الشّارع في الجهة الشّرقيّة وباب في الجهة الغربيّة يؤدّي إلى غرفة المؤذّن وفيه أيضًا محرابان صغيران إلى يمين ويسار باب القبليّة.
- المحراب: فهو من الحجر النّاعم المضلّع، يبرز عن الجدار قليلًا تنتهي أضلاعه بمقرنصات وزخارف حجريّة. يبرز فوق المحراب بروزان محفوران ومتعرّجان وبينهما حجرة حمراء اللّون لها إطار أسود عليها كتابات، وفوقها حجرة صفراء اللّون مكتوب عليها كتابات عثمانيّة قديمة.
- المئذنة: مبنيّة فوق جدار الجامع الشّرقي بسماكة 65سم. وقد برزت فوقه بروزات حجريّة تزيد عن سمك الجدار لتشكّل بداية المئذنة بشكل سداسيّ يعلوه قسم خشبيّ مضلّع ذو اثني عشر ضلعا، وتحمل نهايتها الأعمدة الخشبيّة وعمود حجريّ في الوسط الملحقات وتتضمّن ما يلي:

1. 	غرفة المؤذّن: غربيّ الرّواق، وهي صغيرة متكسّرة الجدران ومختلفة الأطوال والأقطار مساحتها أقل من 6 متر مربّع سقفها سطوح متقاطعة.
2. 	غرفة الإمام: سقفها مستوٍ من البيتون، وجدرانها من الحجر النّاعم عليه زخارف وكورنيش في الأعلى، توجد أمامها فسحة سماويّة بأبعاد (3.75×3.70)م يصعد إلى هذه الغرفة بثلاث عشرة درجة.
3. الموضّأ: يقع في الجهة الشّماليّة الغربيّة للصّحن، شكله شبه منحرف، مساحته صغيرة، يرتفع منسوبه عن الصّحن.
4. 	قسطل ماء: ينخفض منسوبه عن صحن الجامع مقدار 15 درجة، فيه متوضّأ قديم وباب يصل إلى سرداب مجهول. 